# Sour
Sour là một đô thị thuộc tỉnh Mostaganem, Algérie. Dân số thời điểm năm 2002 là 20.625 người.